# C2 Montréal
C2 Montréal est un organisme à but non lucratif qui organise une conférence internationale annuelle de trois jours à Montréal, au Québec, au Canada. L'objectif de la conférence est de stimuler l'économie de la province de Québec en facilitant la collaboration et le réseautage au sein des communautés d'affaires et de création. La conférence a été conçue par l'agence créative montréalaise Sid Lee en partenariat avec le Cirque du Soleil et se tient chaque année au mois de mai depuis 2012. C2 Montréal est subventionnée par les profits générés par C2 international

## Conférence
Destinée à représenter une « intersection du commerce et de la créativité » (les 2 C de C2), C2 Montréal a été fondée en 2012 par Jean-François Bouchard de Sid Lee et Daniel Lamarre du Cirque du Soleil, Benoît Berthiaume ayant été nommé producteur délégué à l'époque. Elle se tient chaque année à Montréal, au Québec, au mois de mai. Plus de 72 partenaires parrainent actuellement la conférence, dont la Banque Royale du Canada, le Cirque du Soleil, Solotech, BMW et Facebook. Les comptes rendus officiels de la conférence sont disponibles depuis 2015.
La conférence exige une participation active des participants. Les activités des participants comprennent l'assistance aux interventions des conférenciers, la participation aux ateliers et les rencontres individuelles avec d'autres participants (les braindates ou rencontres de cerveaux, crées par e180). En raison de l'exposition médiatique générée par la conférence, les participants doivent accepter une autorisation à l'enregistrement et à l'image.

### Thèmes, conférencier et participants
| Année | Thème(s) | Conférencier | Conférencier | Conférencier | Participants       |
| ----- | --- | --- | --- | --- | ------------------ |
| 2012  | Modèle de pensée Pensée pluridisciplinaire Espaces créatifs Culture d'entreprise Modèles commerciaux flexibles Recherche et développement Indicateurs de succès Création collective Path Dependency Mentalité de startups | Francis Ford Coppola Marc Chapman Patrick Pichette Arianna Huffington Michael Eisner Robert Safian | Winy Maas Daniel Lamarre Ian Schrager Jennifer Yuh Nelson Robert Wong Bertrand Cesvet | Dr. Rex Jung Carl Bass Lotfi EL-Ghandouri Sakchin Bessette Jonah Lehrer Deborah Dugan | 1,500 participants |
| 2013  | Connexion Inspiration Expérimentation Célébration | Sir Richard Branson Barry Diller Philippe Starck Neri Oxman Diane von Fürstenburg Arkadi Kuhlmann Chris Bangle | Fred Dust Tom Gentile John Mackey Tracey Bleckzinski Blake Mycoskie Andy Nulman | Stephan Ouaknine Nicole Piasecki Will Travis Hilary Mason Sanjay Poonen Steve Brown | 2,500 participants |
| 2014  | Inspiration Expérimentation & Connexion Célébration | James Cameron Prof. Muhammad Yunus Tony Hsieh Abigail Posner Bobby Dekeyser Stefan Sagmeister Bjarke Ingels Zita Cobb Simon Berry Esther Lee | Ray Davis John Hardy Denys Lapointe Noreena Hertz Philip Sheppard Andrew Wilson Jonas Tåhlin James Murphy Nathalie Bondil Jonathan Becher | Kevin O'Brien Marie Saint Pierre Rad Hourani Welby Altidor Graham Douglas Rafik Belmesk Catherine Hoke Princess Reema bint Bandar Al Saud George Stromboulopoulos | 4,000 participants |
| 2015  | Choix | Alec Baldwin Chelsea Clinton Andre Agassi Carolyn Everson Kimbal Musk Leilani Münter Jonathan Martin Phyllis Lambert David Shing | Morten Albæk Bertrand Piccard André Borschberg Marika Anthony-Shaw Terry Stuart Adam Garone Jane McGonigal David Rose Kara Medoff Barnett Michelle Dennedy | Ayah Bdeir Marije Vogelzang Alex Kazaks Joe Kiani David Edelman Carsten Thoma Jordan Brown Rangu Salgame Robert T. Cancalosi Sean McDonald | 5,000 participants |
| 2016  | The Many | Massimo Bottura Dr. Kate Darling Suroosh Alvi Prof. Nick Bostrom Tim Brown Paul Bennett Chad Dickerson Martha Stewart Dr. David Suzuki Chip Conley A.J. Paron-Wildes Ali Velshi David Davies Dr. Beth Altringer Alex Fiancé Hon. Bardish Chagger Byron & Dexter Peart Christine Renaud David Johnston David Manela Diane Bérard Doreen Lorenzo Elke Govertsen | Emily Chang Estelle Métayer Esther Song Elizabeth Plank Elizabeth Tobey Elora Hardy Harley Finkelstein Guy A. Lepage Guy Crevier Hicham Ratnani & Ethan Song Hugh Evans Jake Barton James Cooper James Jackson Joanna Peña-Bickley Joel Simkhai Jonathan Glencross Justin Kingsley Kimberly Bryant Lakshmi Pratury Marie-France Bazzo Marc Blanchard Mark Brand | Dr. Maxwell Anderson Michel Laprise Mike Yapp Prof. Muhammad Yunus Nadya Hutagalung Nanxi Liu Nyla Rodgers Olivier Royant P.K. Subban Patrik Frisk Paul DeLong Paul Gray Rangu Salgame Ricky Solorzano Sandy Speicher Sébastien Turbot Stowe Boyd Tara Hunt Tasha McCauley Tatiana Fraser Thomas John Muthoot Wanjira Mathai William Zhou Will Travis | 6,000 participants |
| 2017  | Ecosystèmes | Steve Wozniak Jade Raymond Dr. Rajesh Aggarwal Paul Allard Navdeep Singh Bains Assaf Biderman Linda Boff Jean-François Bouchard JF Bouchard Ben Boyd Joel Beckerman Prof. Yoshua Bengio Brian Behlendorf Dror Benshetrit Ian Bernstein Eric Boyko Monika Bielskyte Chris Burch Leonard Brody Richard Brown Harout Chitilian Kirpatrick Day Simon Da Baene Sukhinder Singh Cassidy Wesley Chan | Magaly Charbonneau Katie Emery Nicola Farinetti Harley Finkelstein Cal Fussman Jean-François Gagné Frank Giustra Farah Ramzan Golant Gabriella Gómez-Mont Erik Grab Peter Grimaldi Mindy Grossman Claude Guay Laura Henderson Tom Herbst Amanda Hill Christine Jacovcic Hon. Mélanie Joly Dean Kamen Brad Keywell Tim Kring Félix Lajeunesse & Paul Raphaël Nathalie Le Prohon Amy Liu Miguel McKelvey | Dario Meli Prof. Gautam Mukunda Maestro Kent Nagano Kyle Nel Jimmy Nelson Prof. Dava Newman Joanna Peña-Bickley Valérie Pisano Howard Pyle Dr. Naveen G. Rao Karim Rasheed Bob Richards Fernando Romero Georges St-Pierre Daisuke Sakai & Takashi Kudo Gary J. Shapiro Michael Slaby Sean Stanleigh Dr. Michelle Thaller Angela Tran Kingyens Neilson Vignola Lauren Wesley Wilson Christian Yaccarini Prof. Muhammad Yunus Randi Zuckerberg | 6,000 participants |
| 2018  | Collisions transformatrices | Snoop Dogg Chelsea Manning Noelle Acheson Dr. Foteini Agrafioti Suroosh Alvi Hon. Dominique Anglade Dan Ariely Bertrand Badré Katie Bardaro Sébastien Bazin Rev. Dr. Christopher Benek Sakchin Bessette His Excellency Omar Bin Sultan Olama Alex Bodman Jean-François Bouchard Diane Brady Brian Braiker Mark Brand Edward Burtynsky Emma Carrasco Stephanie Carrulo Bertrand Cesvet Buffy Childerhose Ted Chung Alexa Clay Louis-Yves Cloutier Kim Cope Frank Cooper III Jim Coulter Her Excellency Hon. Linda Dessau AC Ryan Detert Dr. Sylvia Earle Robert Elliott Annalisa Enrile Harley Finkelstein Jean-Martin Fortier Daniel Franklin Ping Fu | Jean-François Gagné Luca Gamberini Erik Gatenholm Timnit Gebru Alan Gertner Suzanne Gibbs Howard Lex Gill Françoise Girard Anna Gong Adam Greenblatt Sophie Grégoire Trudeau Kelsey Halling Charles Hamelin François Hamelin Arlan Hamilton Kyle J.J. Kemper Hon. Mélanie Joly David Jones Dennis Kastrup Tunde Kehinde Justin Kingsley Tom Klein Tim Kobe Normand Laprise Jessica Lauretti Shira Lazar Dominique Leclerc Eamon Leonard Bruce Linton Andrew Lufty Arwa Mahdawi Heather Mann Dr. Carl Marci Bentley Meeker Philippe Meunier Christofer Mowry Sean Mullin Jessica Neal | Jimmy Nelson Anna Neistat Craig Nevill-Manning Andy Nulman Jowan Österlund Her Excellency the Right Hon. Julie Payette Marie-Joëlle Parent Dr. Joëlle Pineau Elizabeth Plank Valérie Plante Jean Raby Dr. Noah Raford Holly Ransom Guto Requena Andrew Revkin Katerine-Lune Rollet Michael Sabia Colombe Saint-Pierre Richard St-Pierre Martine St-Victor Beth Schechter Siim Sikkut Craig Silverman Jordan Soles John Stackhouse Sean Stanleigh Christine Sunu Dr. Robert Sutor Dawn Taketa Riordan Skylar Tibbits Ciara Trinidad Illiana Oris Valiente Stephanie van der Wiel Corrine Vezzoni Austin Wang Freya Williams John Winter Russell Lauren Yoshiko Terry Dave Zaboski | 6,500 participants |
| 2019  | Demain | Angela Ahrendts Dr. Foteini Agrafioti Alexandre Amancio Anousheh Ansari Daniel Arsham Samarth Athreya Cam Battley Conn Bertish Carolina Bessega BINA48 Michael Birkin Marc Blanchard Daniela Bohlinger JF Bouchard Laura Bourbeau Tom Brunet and Yoan Prat Jessica Brillhart Bertrand Cesvet Jason Chen Sarah Cooper Jacomo Corbo Hope Cowan David Cox Gordon Cox Jon C. Flint Ian Daly Dax Dasilva Isabelle Depatie Stephanie Dinkins Pedro Domingos Rena Effendi Emily Eisen Layla El Asri Steve Ellis Ian Ernzer Ayaan Esmail | Lady Lynn Forester de Rothschild Dominique Fularski Dr. Pauline Gagnon Mitch Garber Piera Luisa Gelardi Sabrina Geremia Isabella Grandic Katherine Graham Sophie Grégoire Trudeau Loren Grush Kate Heartfield Dr. Brent Hecht Nicole Jacek Lisa Jackson Sarah Jenna Michael Jung Prof. David Keith Guy Laliberté Daniel Lamarre Pierre Laramée Shira Lazar Spike Lee Génifère Legrand Jean-François Lépine Lisa Lindström Selena Lu Shagun Maheshwari Jamie Margolin Samaira Mehta Charles Melcher Estelle Métayer Dr. Luke McKay Rob McLaughlin David McMillan Debbie Millman       | Angelique Mohring Amanda Parris Elizabeth Plank Jane Poynter Paul Propster Diane Quinn Jui Ramaprasad Sandrine Rastello Ruth Reader Jacy Reese Jenny Rooney Daan Roosegaarde Dr. Martine Rothblatt Olivier Royant Michael Sabia Richard St-Pierre David Saint-Jacques Bozoma Saint John Bekah Sirrine Marcus Samuelsson Dr. Justin Sanchez Aithan Shapira John Stackhouse Elissa Strome Tom Standage Sean Stanleigh Humza Teherany Mark Tercek Valentine Thomas Alicia Tillman Afo Verde Manish Vora Jameson Wetmore will.i.am Dave Williams | 7,500 participants |
| 2020  | Résilience | Gary Vaynerchuk | Stéphanie Harvey | Malcolm Gladwell | TBC                |

## Financement
En tant qu'organisme à but non lucratif, C2 Montréal reçoit son financement d'entreprises commanditaires et du gouvernement du Canada. Pour sa première conférence en 2012, l'organisation a reçu des subventions totalisant 40 % de son budget de la part du gouvernement du Canada. En 2017, ces subventions avaient été réduites à 15 % du budget total de l'organisation, C2 Montréal ayant réussi à obtenir un financement plus important de ses commanditaires privés.
En 2018, Développement économique Canada pour les régions du Québec, une agence œuvrant au sein du gouvernement du Canada qui fournit de l'aide aux organisations basées au Québec, a accordé une subvention non remboursable de 1,5 million de dollars à C2 Montréal, la moitié du montant étant allouée à la conférence de 2018 et l'autre moitié à la prochaine conférence de 2019.

## C2 international
Créé en 2015, C2 international se spécialise dans la facilitation et les services logistiques d'événements internationaux de haut niveau. L'organisation est détenue par l'agence de création montréalaise Sid Lee. Les gains réalisés par C2 international financent C2 Montréal. C2 international, une entreprise à but lucratif, partage des dépenses et des employés avec C2 Montréal.

## Critique
Les professeurs d'économie François Vaillancourt, de l'Université de Montréal, et Amine Ouazad, de HEC Montréal, ont déclaré que l'impact économique de 167,5 millions de dollars de C2 Montréal, affirmé dans une étude réalisée par PricewaterhouseCoopers en 2017, était exagéré. Les professeurs ont déclaré des problèmes avec l'étude, l'un étant que C2 Montréal ne suit pas la méthode mandatée par Tourisme Québec pour calculer l'impact économique, et l'autre étant que la valeur des contrats entre les institutions québécoises participantes et C2 Montréal est inconnue.